# IEC 62196
|  | Per a altres significats, vegeu «Connector IEC». |

IEC 62196 és una normativa internacional (creada per l'IEC) que especifica un rang de connectors i tipus de càrrega de vehicles elèctrics. IEC 62196 consisteix en diverses parts, la tercera part va ser publicada el 2014 i la quarta part s'ha iniciat a especificar el 2015. La darrera versió de la norma es pot esbrinar aquí.

## Parts de la norma
La norma IEC 62196 consta de quatre parts :

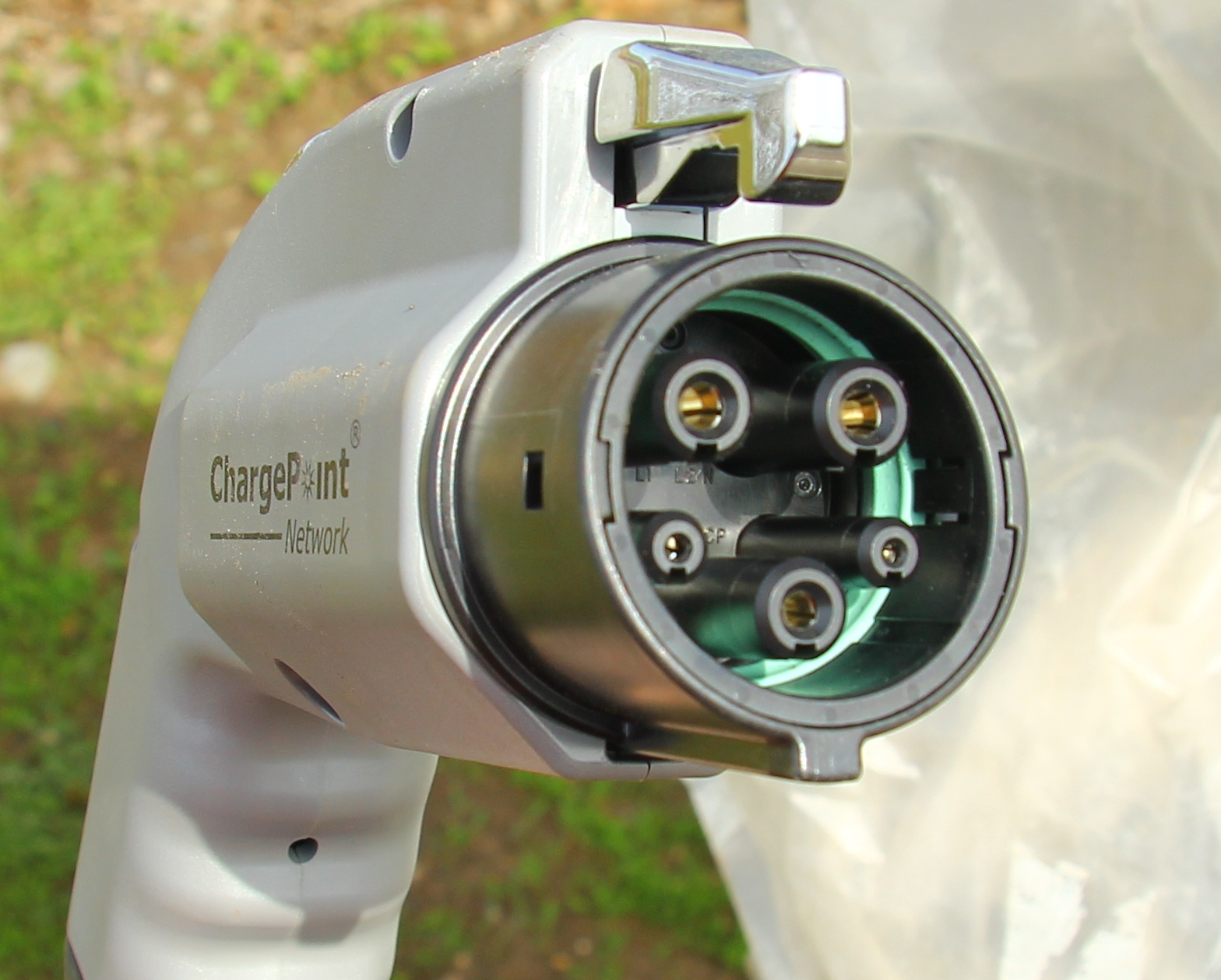
Fiag 1. Connector tipus 1

- Fiag 1. Connector tipus 1Part 1: requeriments generals.

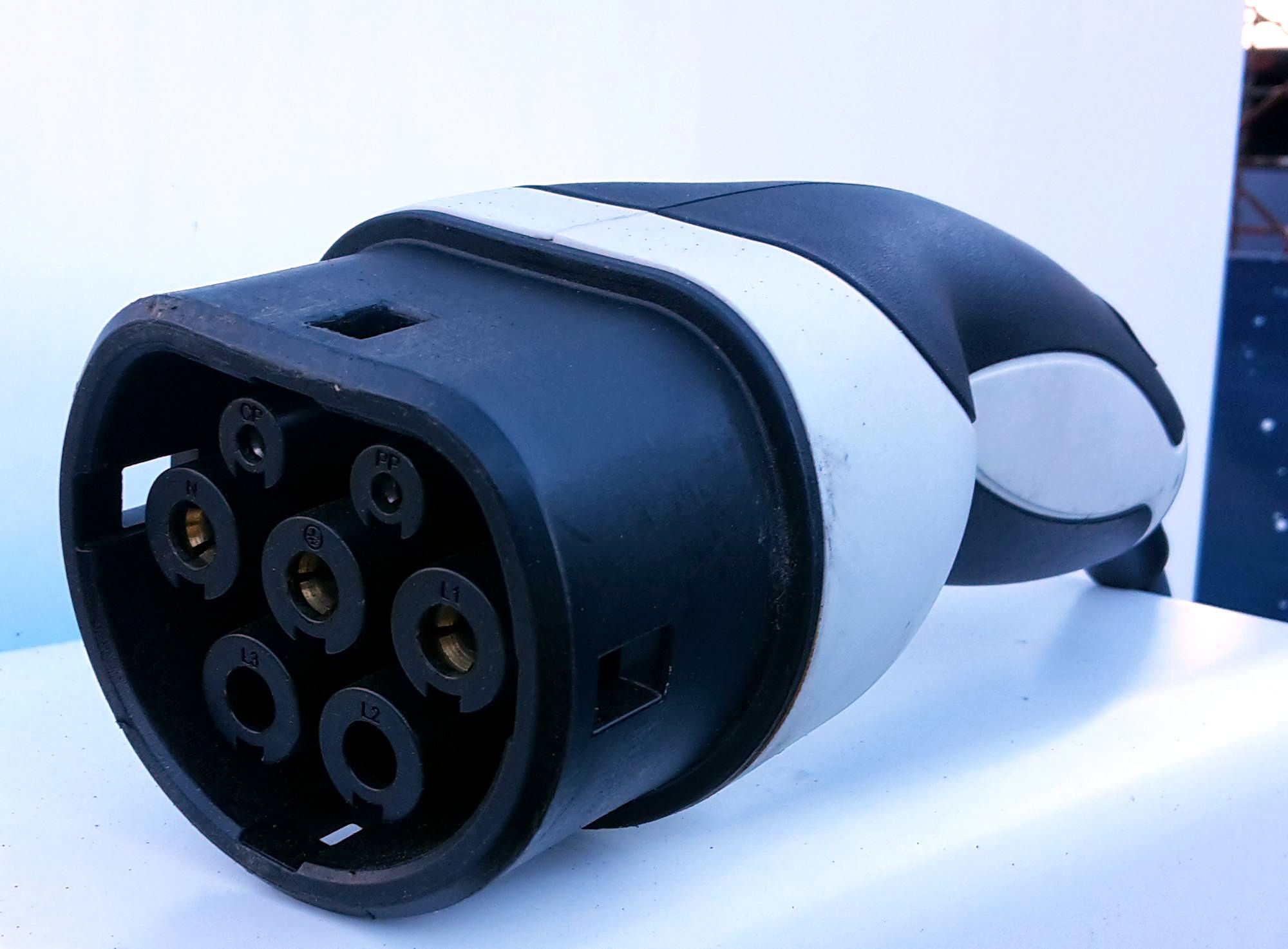
Fig.2 Connector tipus 2, Mennekes

- Fig.2 Connector tipus 2, MennekesPart 2 : requeriments i dimensions principals per a compatibilitat i intercanviabilitat de coonectors i endolls en el cas de corrent altern.

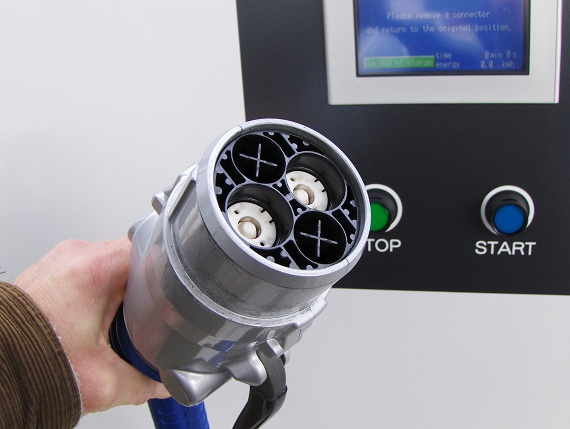
Fig.3 Connector tipus 4, CHAdeMO

- Fig.3 Connector tipus 4, CHAdeMOPart 3 : requeriments i dimensions principals per a compatibilitat i intercanviabilitat de coonectors i endolls en el cas de corrent continu i corrent continu/altern.

Els següents estàndards són incorporats com a tupus de connectors :
- SAE J1772, conegut col·loquialment com a connector Yazaki, a nord Amèrica.
- VDE-AR-E 2623-2-2, conegut col·loquialment com a connector Mennekes, a Europa.
- Proposta EV Plug Alliance, conegut col·loquialment com a connector Scame, a Itàlia.
- JEVS G105-1993, amb el nom comercil CHAdeMO, al Japó.

## Versions i història
| Part        | Edició | Data de publicació    |
| ----------- | ------ | --------------------- |
| IEC-62196-1 | 1.0    | 28 d'abril del 2003   |
| IEC-62196-1 | 2.0    | 13 d'octobre del 2011 |
| IEC-62196-1 | 3.0    | 19 de juny del 2014   |
| IEC-62196-2 | 1.0    | 13 d'octubre del 2011 |
| IEC-62196-2 | 2.0    | 18 de febrer del 2016 |
| IEC-62196-3 | 1.0    | 19 de juny del 2014   |

## Modes de càrrega
IEC 62196 no excedeix en tensió dels següents límits :
- 690 V AC 50–60 Hz amb corrent nominal màxima de 250 A.
- 1500 V DC amb corrent nominal màxima de 400 A.

IEC 62196 fa referència als modes de càrrega definits dintre de la norma IEC 61851, la qual especifica paràmetres elèctrics tal com segueix :
| Mode | Connexió   | Voltatge                                     | Corrent   | Vies de control | Cable de terra | Notes                         |
| ---- | ---------- | -------------------------------------------- | --------- | --------------- | -------------- | ----------------------------- |
| 1    | Passiva    | Xarxa monofàsica de 250V o trifàsica de 480V | màx. 16A  | No              | Sí             | Prohibit als EUA              |
| 2    | Semiactiva | Xarxa monofàsica de 250V o trifàsica de 480V | màx. 32A  | Sí              | Sí             |                               |
| 3    | Activa     | Xarxa monofàsica de 250V o trifàsica de 480V | màx. 250A | Sí              | Sí             | Xarxa intel·ligent comunicada |
| 4    | Activa     | 600V DC                                      | màx. 400A | Sí              | Sí             |                               |

## Tipus de connector
| Tipus | Subministre      | Normativa         |
| ----- | ---------------- | ----------------- |
| 1     | Xarxa monofàsica | SAE J1772         |
| 2     | Xarxa trifàsica  | VDE-AR-E 2623-2-2 |
| 3     | Xarxa trifàsica  | EV Plug Alliance  |
| 4     | Tensió DC        | (JEVS) G105-1993  |